# Csou Feng
Csou Feng (kínai írással: 周風, pinjin: Zhōu Fēng) (Nancsang, 1993. szeptember 12. –) kínai női szabadfogású birkózó. A 2018-as birkózó-világbajnokságon bronzérmet szerzett 68 kg-os súlycsoportban, szabadfogásban. A 2015-ös birkózó világ-bajnokságokon ezüstérmet szerzett a 69 kg-os súlycsoportban, szabadfogásban. Kétszeres Ázsia Játékok aranytérmes és kétszeres Ázsia Bajnokság aranyérmes, Belső-Ázsia Játékok aranyérmes.

## Sportpályafutása
A 2018-as birkózó-világbajnokságon a 68 kg-osok súlycsoportjában megrendezett bronzmérkőzés során a fehérorosz Marija Mamashuk volt ellenfele, akit 12–1-re legyőzött.